# 45è Festival Internacional de Cinema de Canes
El 45è Festival Internacional de Cinema de Canes es va dur a terme del 7 al 18 de maig de 1992. La Palma d'Or fou atorgada a Den goda viljan de Bille August.
El festival va obrir amb Basic Instinct, dirigida per Paul Verhoeven i clausurà amb Far and Away, dirigida per Ron Howard.

## Jurat

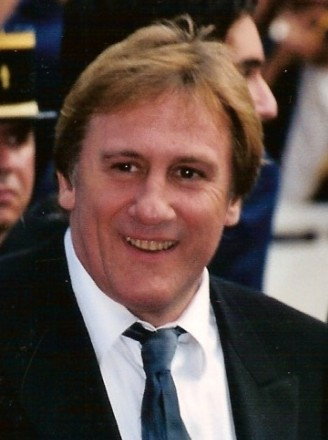
Gérard Depardieu, President del jurat

### Competició principal
Les següents persones foren nomenades per formar part del jurat de la competició principal en l'edició de 1992:
- Gérard Depardieu (França) President del jurat
- John Boorman (Regne Unit)
- Carlo Di Palma (Itàlia)
- Jamie Lee Curtis (EUA)
- Joële Van Effenterre (França)
- Lester James Peries (Sri Lanka)
- Nana Jorjadze (Geòrgia)
- Pedro Almodóvar (Espanya)
- René Cleitman (França)
- Serge Toubiana (França)

### Càmera d'Or
Les següents persones foren nomenades per formar part del jurat de la Càmera d'Or de 1992:
- André Delvaux (director) (Bèlgica) President
- David Meeker (delegat estranger) (U.K.)
- Gérard Mordillat (director) (França)
- Gian Piero Brunetta (periodista) (Itàlia)
- Joao Lopes (periodista) (Portugal)
- Olivier Bauer (actor) (França)
- Pierre Favre (crític) (França)
- Richard Hasselmann (cinèfil) (França)

## Selecció oficial

### En competició – pel·lícules
Les següents pel·lícules competiren per la Palma d'Or:
- A Stranger Among Us de Sidney Lumet
- Basic Instinct de Paul Verhoeven
- Den goda viljan de Bille August
- Crush d'Alison Maclean
- L'oeil qui ment de Raúl Ruiz
- El sol del membrillo de Víctor Erice
- Au pays des Juliets de Mehdi Charef
- Samostoyatelnaya zhizn de Vitali Kanevski
- El viaje de Fernando Solanas
- Howards End de James Ivory
- Hyènes de Djibril Diop Mambéty
- La sentinelle d'Arnaud Desplechin
- The Long Day Closes de Terence Davies
- Luna Park de Pavel Lungin
- Léolo de Jean-Claude Lauzon
- Of Mice and Men de Gary Sinise
- The Player de Robert Altman
- Le retour de Casanova d'Édouard Niermans
- Simple Men de Hal Hartley
- Il ladro di bambini de Gianni Amelio
- Twin Peaks: Fire Walk with Me de David Lynch

### Un Certain Regard
Les següents pel·lícules foren seleccionades per competir a Un Certain Regard:
- American Me d'Edward James Olmos
- Apfelbäume de Helma Sanders-Brahms
- Averills Ankommen de Michael Schottenberg
- Bad Lieutenant d'Abel Ferrara
- Being at Home with Claude de Jean Beaudin
- Udju Azul di Yonta de Flora Gomes
- Tchekiste d'Aleksandr Rogozhkin
- Cousin Bobby de Jonathan Demme
- Krystallines nychtes de Tonia Marketaki
- Schastlivye dni d'Aleksei Balabànov
- Zendegi va digar hich d'Abbas Kiarostami
- La memoria del agua d'Héctor Fáver
- Modern Crimes d'Alejandro Agresti
- Mon Desir de Nicky Marshall
- Oxen de Sven Nykvist
- Prague d'Ian Sellar
- Strictly Ballroom de Baz Luhrmann
- A nyaraló de Can Togay
- Through an Open Window d'Eric Mendelsohn
- Hochzaeitsnuecht de Pol Cruchten

### Pel·lícules fora de competició
Les següents pel·lícules foren seleccionades per ser projectades fora de competició:
- Svo á jörðu sem á himni de Kristín Jóhannesdóttir
- Le Batteur Du Boléro de Patrice Leconte
- Beauty and the Beast de Gary Trousdale, Kirk Wise
- Drengene fra Sankt Petri de Søren Kragh-Jacobsen
- Far and Away de Ron Howard
- Änglagård de Colin Nutley
- Map of the Human Heart de Vincent Ward
- Balanţa de Lucian Pintilie
- Opening Night de John Cassavetes
- Othello d'Orson Welles
- Pather Panchali de Satyajit Ray
- Patrick Dewaere de Marc Esposito
- Reservoir Dogs de Quentin Tarantino
- Sarafina! de Darrell James Roodt
- Krigerens hjerte de Leidulv Risan

### Curtmetratges en competició
Els següents curtmetratges competien per Palma d'Or al millor curtmetratge:
- Az út de Nikolai Ivanov Neikov
- Cheating, Inc. de William Lorton
- Daumier's Law de Geoff Dunbar
- L'échange de Vincent Pérez
- Encolure 42 de Willy Kempeneers
- Ghalb de Sa'ied Mojaveri
- Keine besonderen Vorkommnisse de Jürgen Schönhoff
- Le métro de Catherine Montondo
- No Problem de Craig Welch
- Omnibus de Sam Karmann
- A Passion Play de Tony Twigg
- La sensation de Manuel Poutte

## Seccions paral·leles

### Setmana Internacional dels Crítics
Els següents llargmetratges van ser seleccionats per ser projectats per a la trenta-unena Setmana de la Crítica (31e Semaine de la Critique):
Pel·lícules en competició
- Adorables mentiras de Gerardo Chijona (Cuba)
- Anmonaito no sasayaki wo kiita de Isao Yamada (Japó)
- Archipiélago de Pablo Perelman (Xile)
- Die flucht de David Rühm (Àustria)
- The Grocer's Wife de John Pozer (Canadà)
- Ingalo d'Asdis Thorrodsen (Islàndoa)
- C’est arrivé près de chez vous de Rémy Belvaux, André Bonzel, Benoît Poelvoorde (Bèlgica)

Curtmetratges en competició
- Floating de Richard Heslop (U.K.)
- Home Stories de Matthias Müller (Alemanya)
- Les Marionnettes de Marc Chevrie (França)
- Le Petit chat est mort de Fejria Deliba (França)
- Revolver de Chester Dent (U.K.)
- The Room de Jeff Balsmeyer (Estats Units)
- Sprickan de Kristian Petri (Suècia)

### Quinzena dels directors
Les següents pel·lícules foren exhibides en la Quinzena dels directors de 1992 (Quinzaine des Réalizateurs):
- Am Ende der Nacht de Christoph Schaub
- Le Amiche del cuore de Michele Placido
- Ángel de fuego de Dana Rotberg
- Archipel de Pierre Granier-Deferre
- Baduk de Majid Majidi
- Benny’s Video de Nouri Bouzid
- Bob Roberts de Tim Robbins
- Les contes sauvages de Gérald Calderon, Jean-Charles Cuttoli
- Coupable d'innocence de Marcin Ziebinski
- Don Quijote d'Orson Welles, Jesús Franco
- Dust of Angels de Hsu Hsiao-ming
- Eux de Levan Zakareichvili
- Hay que zurrar a Los Pobres de Santiago San Miguel
- Liebe auf den ersten blick de Rudolf Thome
- Lioubov de Valeri Todorovski
- Mac de John Turturro
- My New Gun de Stacy Cochran
- Otrazheniie V Zerkale de Svetlana Proskourina
- Le Petit Prince a dit de Christine Pascal
- Quelque part vers Conakry de Françoise Ebrard
- Sans un cri de Jeanne Labrune
- Vagabond de Ann Le Monnier
- Warszawa de Janusz Kijowski

Curtmetratges
- L'autre Célia de Irène Jouannet
- F.X. Messerschmidt sculpteur (1736-1783) de Marino Vagliano
- Juliette de Didier Bivel
- Le Trou de la corneille de François Hanss
- Léa de Christophe Debuisne
- Pilotes de Olivier Zagar
- Versailles Rive Gauche de Bruno Podalydès
- Voleur d'images de Bruno Victor-Pujebet

## Premis

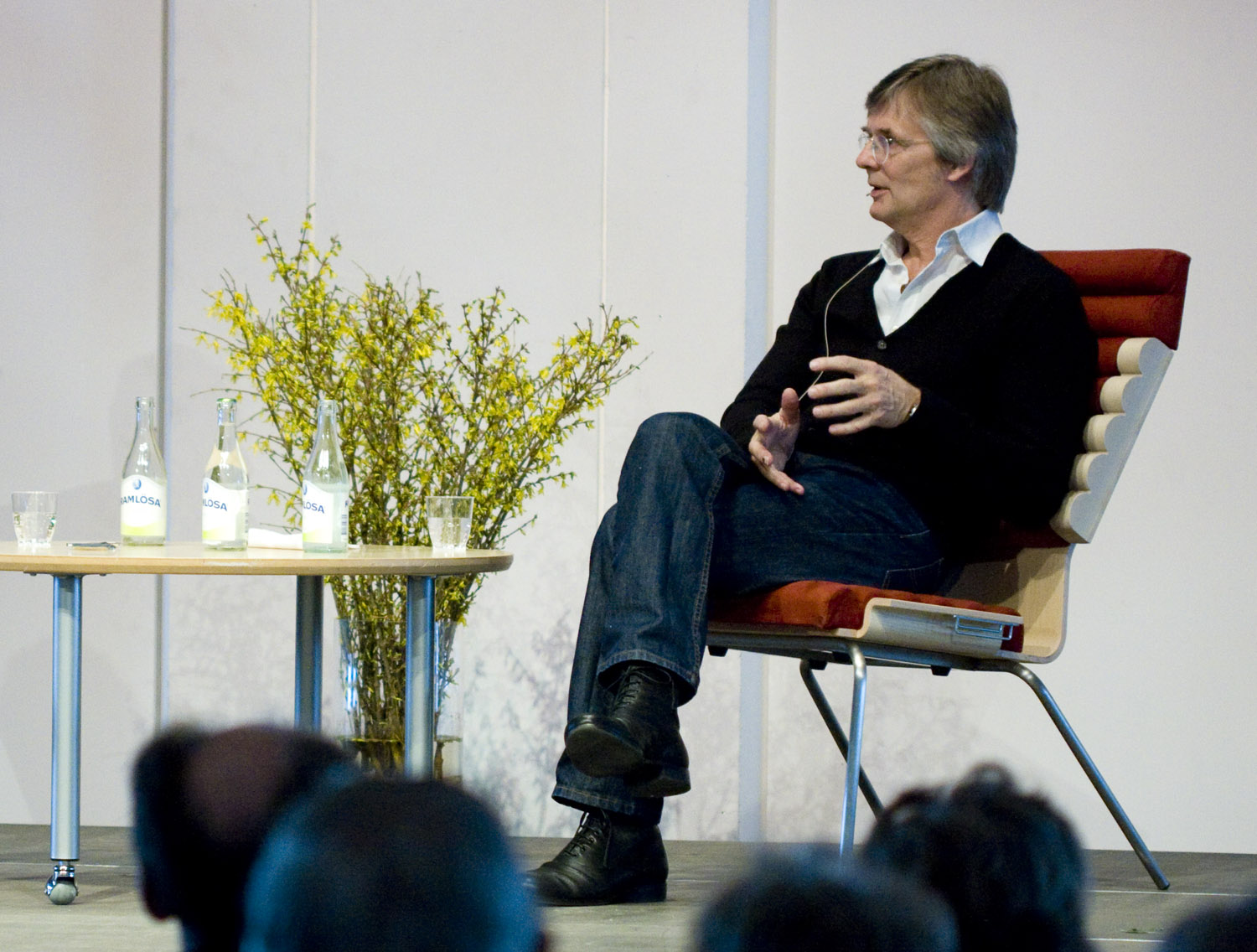
Bille August, guanyador de laPalma d'Or

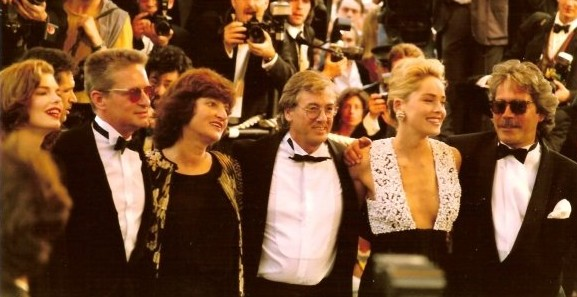
Repartiment d' Instint bàsic, que a obrir el festival de Canes de 1992

### Premis oficials
Els guardonats en les seccions oficials de 1992 foren:
- Palma d'Or: Den goda viljan de Bille August
- Grand Prix: Il ladro di bambini de Gianni Amelio
- Millor director: Robert Altman per The Player
- Millor actriu: Pernilla August per Den goda viljan
- Millor actor: Tim Robbins per The Player
- Premi del Jurat:
  - El sol del membrillo de Víctor Erice
  - Samostoyatelnaya zhizn de Vitali Kanevski
- Premi del 45è Aniversari: Howards End de James Ivory

Càmera d'Or
- Caméra d'Or: Mac de John Turturro

Curtmetratges
- Palma d'Or al millor curtmetratge: Omnibus de Sam Karmann

### Premis independents
Premi FIPRESCI
- El sol del membrillo de Víctor Erice

Commission Supérieure Technique
- Gran Premi Tècnic: Fernando Solanas (per excel·lència tècnica visual i aural) a El viaje

Jurat Ecumènic
- Premi del Jurat Ecumènic: Nens robats (Il ladro di bambini) de Gianni Amelio
- Jurat Ecumènic – Menció especial:[15]
  - Au pays des Juliets de Mehdi Charef
  - El viaje de Fernando Solanas

Premi de la Joventut
- Pel·lícula estrangera: Strictly Ballroom de Baz Luhrmann
- Pel·lícula francesa: Sans un cri de Jeanne Labrune
- Premi especial de la joventut: C'est arrivé près de chez vous de Rémy Belvaux, André Bonzel, Benoît Poelvoorde

Premis en el marc de la Setmana Internacional de la Crítica
- Premi SACD 
  - Millor curt: The Room de Jeff Balsmeyer
  - Millor pel·lícula: C’est arrivé près de chez vous de Rémy Belvaux, André Bonzel, Benoît Poelvoorde
- Premi Canal+: Floating de Richard Heslop

## Mèdia
- INA: Apertura del festival de 1992 ((francès))